# Elfyn Richards

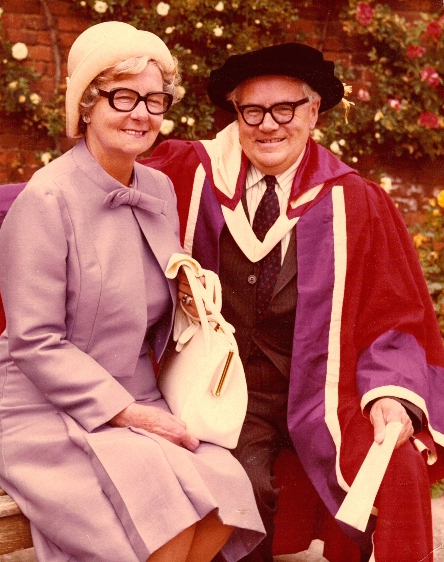
Elfyn Richards mit seiner ersten Frau Eluned

Elfyn John Richards (* 28. Dezember 1914 in Barry bei Cardiff; † 7. Dezember 1995 in Romsey, Hampshire) war ein britischer Physiker, Flugzeugingenieur und Experte für Akustik.
Richards studierte Mathematik und Physik am University College of Wales in Aberystwyth und an der Universität Cambridge (St. John´s College). Danach ging er in die Flugzeugindustrie. Zunächst war er ab 1938 bei der Bristol Aeroplane Company (unter anderem als Kollege von James Lighthill, Ernest Relf, Arthur Fage, Douglas Holder und Sydney Goldstein), dann 1939 bis 1945 im National Physical Laboratory in Teddington und ab 1945 war er leitender Aerodynamiker und Assistant Chief Designer (unter George Edwards) bei Vickers-Armstrong in Weybridge, wo er am Entwurf der Vickers Valiant, Vickers Viking und Vickers Viscount beteiligt war. Damals begann sein Interesse für Lärm und Akustik. 1950 wurde er Professor für Aeronautik (Aeronautical Engineering) an der University of Southampton, wo er 1963 auf einen Lehrstuhl für Angewandte Akustik wechselte. Er gründete dort das Institute for Sound and Vibration Research (ISVR). 1967 bis 1975 war er Vizekanzler der neu gegründeten Loughborough University of Technology, bevor er wieder an die University of Southampton zurückkehrte.
Er galt als führender britischer Experte für Lärm und Schwingungen im Flugingenieurwesen. Er war Mitglied des Noise Advisory Council von Großbritannien.
Er war dreimal verheiratet und hatte aus erster Ehe (ab 1941) drei Töchter.
1986 erhielt er die Rayleigh-Medaille (Institute of Acoustics) und erhielt die James Watt Medal der Institution of Civil Engineers, die Taylor Gold Medal der Royal Aeronautical Society und die Silbermedaille der Royal Society of Arts. 1958 wurde er OBE. 1968 bis 1970 war er Präsident der British Acoustical Society und 1971 bis 1973 Präsident der Society of Environmental Engineers. 1983 wurde er Ehrendoktor der Heriot-Watt University. 1980 wurde er Ehrenmitglied der Acoustical Society of America.

## Schriften
- mit D. J. Mead: Noise and Acoustic Fatigue in Aeronautics, Wiley 1968